# Nepenthes (Marte)
Nepenthes  è una caratteristica di albedo della superficie di Marte.